# Teenage Mutant Ninja Turtles III
Teenage Mutant Ninja Turtles III (bra: As Tartarugas Ninja III; prt: Tartarugas Ninja 3) é um filme honcongo-estadunidense de 1993, dos gêneros ação, comédia, aventura e fantasia, dirigido por Stuart Dillard.

## Sinopse
Após April comprar um cetro que tem poderes mágicos ela acaba criando uma linha temporal com um príncipe do Japão feudal, e acabam trocando de época, Agora Leonardo, Raphael, Donatello e Michelangelo devem voltar ao passado para buscar April e Salvar a cidade do passado de uma guerra.

## Elenco
- Paige Turco como April O'Neil
- Elias Koteas como Casey Jones
- James Murray como Splinter
- Stuart Wilson como Walker
- John Aylward como Niles
- Sab Shimono como Senhor Norinaga
- Vivian Wu como Mitsu
- Henry Hayashi como Kenshin
- Travis A.Lua como Yoshi
- Mark Caso como Leonardo
- David Fraser como Michelangelo
- Jim Raposa como Donatello
- Matt Colina como Raphael

### Vozes
- Brian Tochi como Leonardo
- Robbie Rist como Michelangelo
- Corey Feldman como Donatello
- Tim Kelleher como Raphael
- James Murray como Splinter